# Liga für Völkerfreundschaft
Die Liga für Völkerfreundschaft war eine Dachorganisation von Freundschaftsgesellschaften und -komitees in der DDR.  Im Juni 1990 wurde sie umgebildet in den Verein Liga für Völkerverständigung,  Interessenverband von Gesellschaften für Zusammenarbeit und Freundschaft mit anderen Ländern und Völkern, der sich im April 1992 auflöste.
Die Liga für Völkerfreundschaft  war eine vom Zentralkomitee der SED politisch gesteuerte Organisation, arbeitete eng mit dem  Ministerium für Auswärtige Angelegenheiten der DDR zusammen und stand unter dessen Anleitung und Kontrolle.
Die Liga für Völkerfreundschaft der DDR veröffentlichte die Monatszeitschriften „DDR in Wort und Bild“ in fünf Sprachen (Deutsch, Chinesisch, Polnisch, Russisch, Tschechisch), „DDR-Revue“ in neun Sprachen (Deutsch, Arabisch, Dänisch, Englisch, Finnisch, Niederländisch, Französisch, Schwedisch, Spanisch), zusätzlich das monatliche „Informationsbulletin“ für internationale Medien, verbreitete Broschüren sowie Bild- und Aufsatzmaterialien und betreute ausländische Gäste.
Die Adresse für den Hauptsitz war Unter den Linden 10, 1080 Berlin. Nebensitz war an der Otto-Nuschke-Straße 59-60, 1080 Berlin. Die Otto-Nuschke-Straße wurde nach der Wende in Jägerstraße umbenannt. 
Journalistische und wissenschaftliche Untersuchungen haben gezeigt, dass die Liga für Völkerfreundschaft die ausländischen DDR-Freundschaftsgesellschaften und -komitees sowie Vereinigungen verdeckt finanziell unterstützte. Dies widerlegte nicht nur deren nach außen dargestellte Unabhängigkeit, sondern ermöglichte es der Liga auch, gleichzeitig als getarnte Türöffner und Einflusskanal zu ausländischen politischen Kreisen zu fungieren. Als entscheidendes Beispiel für diesen „Pfad zu Politikern“ dient das Auftauchen von Namen wie Piet Burggraaf (PvdA), Dick Tommel (D66) und Frans Uijen (PvdA) als Vorstandsmitglieder der „Vereinigung Niederlande-DDR“.
Darüber hinaus ist durch die Aufarbeitung von Stasi-Akten bekannt geworden, dass beispielsweise drei niederländische Inoffizielle Mitarbeiter (IM) des Ministeriums für Staatssicherheit (Stasi) in die Vereinigung Niederlande-DDR angeworben worden waren. Der Allgemeine Nachrichten- und Sicherheitsdienst der Niederlande (AIVD) hat jedoch entschieden, die Namen dieser Personen nicht zu veröffentlichen. Frits Hoekstra (2004) schreibt das die AIVD, damals hies er BVD, bereits beim Gründungsstatut involviert war.
Akten der  Liga für Völkerfreundschaft befinden sich im Bundesarchiv (SAPMO) in Berlin unter der Signatur BArch DY 13. Ergänzend gibt es eventuell Material im Bestand der SED, Abteilung Internationale Verbindungen.

## Geschichte
Älteste Freundschaftsgesellschaften in der SBZ bzw. der DDR waren die im Juni 1947 gegründete Gesellschaft für Deutsch-Sowjetische Freundschaft und die im August 1948 gegründete Hellmut-von-Gerlach-Gesellschaft.
Am 7. Juni 1952 wurden alle bestehenden Freundschaftsgesellschaften in der DDR in der Dachorganisation Gesellschaft für kulturelle Verbindungen mit dem Ausland vereint. Aus ihr ging am 15. Dezember 1961 die Liga für Völkerfreundschaft hervor.

## Präsidenten, Generalsekretäre und Bezirkskomitees
Präsidenten
- Philipp Daub (1961–1964)
- Paul Wandel (1964–1976)
- Gerald Götting (1976–1989)
- Horst Grunert (1990)
- Helmut Jung (1990–1992)

Generalsekretäre
- Herbert Schönfeld (1961–1975)
- Horst Brasch (1975–1987)
- Egon Winkelmann (1987–1990)

Bezirkskomitees
Die Bezirkskomitees bestanden in jedem Bezirk der DDR, die hauptamtlichen Mitarbeiter waren dem Rat des Bezirkes unterstellt. Durch diese Komitees, denen zwischen 15 und 20 ehrenamtliche Mitglieder angehörten, erfolgte die Gewinnung der Referenten und Gesprächspartner für die im Bezirk vorgesehenen Begegnungen mit ausländischen Freundschaftsgesellschaften und -Komitees, sowie die Auswahl der gewünschten Besichtigungsobjekte. Darüber hinaus organisierten die Bezirkskomitees Begegnungen und Gespräche mit Reisegruppen, die über das Reisebüro der DDR einreisten und neben ihrem Besichtigungsprogramm Informationen über politische Fragen wünschten. Von Januar bis September 1989 fanden solche Begegnungen mit 234 Gruppen und 3900 Teilnehmern statt. Als Vorsitzende der Bezirkskomitees fungierten beispielsweise:
- Ost-Berlin – Vorsitzender:  Karl-Heinz Röder
- Magdeburg – Vorsitzender: Rolf-Dieter Koch
- Rostock – Vorsitzender: Wilhelm Neumann[7]

## Freundschaftsgesellschaften und -komitees und Vereinigungen
Gemäß ihrer Aufgabe, das internationale Ansehen der DDR mit dem Ziel zu befördern, die völkerrechtliche Anerkennung der DDR und die Herstellung diplomatischer Beziehungen zu allen Staaten zu erreichen, war die positive Darstellung der Entwicklung der DDR die wohl wichtigste Seite der Arbeit der nationalen Freundschaftsgesellschaften und -komitees und Vereinigungen. Dabei wurde davon ausgegangen, dass dies glaubwürdiger von den ausländischen Sympathisanten der DDR erfolgen kann, als von der DDR selbst oder ihren „Gesandten“. Die Bildung der nationalen Freundschaftsgesellschaften und -komitees wurde daher durch die Staatsführung vielfältig unterstützt. Die Palette reichte von gezielten Einladungen zu DDR-Aufenthalten, regelmäßigen – mindestens jährlichen – Zusammenkünften mit den Präsidenten und Generalsekretären, die Entwicklung einer umfangreichen Delegationsarbeit sowie die Versorgung mit Ausstellungen, Filmen und Publikationen.
Zuletzt (1987) waren in der Liga 48 Freundschaftsgesellschaften organisiert.
Beispiele für Freundschaftsgesellschaften und -komitees und Vereinigungen, die in der Liga zusammengefasst waren:
- Gesellschaft für Deutsch-Sowjetische Freundschaft
- Freundschaftsgesellschaft DDR-Schweden; Sekretärin der Freundschaftsgesellschaft DDR-Schweden in der Liga für Völkerfreundschaft, Renate Zimmermann.
- Freundschaftsgesellschaft DDR-Arabische Länder (gegründet 1958); Vorsitzende: Ernst Scholz (1958–1964), Paul Scholz (1954–1990).
- Freundschaftskomitee DDR-Arabische Republik Ägypten (gegründet 1973); Vorsitzende: John Lekschas (1973–1979), Martin Robbe (1978–1990).
- Freundschaftsgesellschaft DDR-Afrika (gegründet 1961); Vorsitzende: Walter Markov (1961–1968), Rudolph Schulze (1968–1990).
- Freundschaftsgesellschaft DDR-Lateinamerika (gegründet 1961); Vorsitzende: Johann-Lorenz Schmidt (1961–1978), Karl Burkert (1978–1990).
- Deutsch-südostasiatische Gesellschaft (gegründet 1961); Vorsitzende: Max Sefrin (1961–1990).
- Freundschaftskomitee DDR-Indien (gegründet 1973); Vorsitzende: Dieter Heinze (1973–1974), Kurt Löffler (1974–1990).
- DDR-Komitee für Freundschaft mit dem palästinensischen Volk (gegründet 1981); Vorsitzende: Werner Kirchhoff (1981–1990).
- Freundschaftskomitee DDR-USA
- Freundschaftskomitee DDR-Großbritannien
- Freundschaftskomitee DDR-Frankreich (gegründet 1962); Vorsitzende: Georg Mayer (1962), Franz Dahlem (1962–1977), Hans Seigewasser (1977–1979), Ernst Scholz (1979–1988), Heinz Hoffmann (1988–1989), Werner Kalweit (1989).
- Freundschaftsgesellschaft DDR-Belgien (gegründet 1964); Vorsitzender: Nathan Notowicz (1964–1968), Julius Balkow (1968–1973), Fritz Rösel (1973–1981), Kurt Fichtner (1981–1988), Heinz Hoffmann (1981–1990).
- Freundschaftsgesellschaft DDR-Polen
- Freundschaftsgesellschaft DDR-Japan (gegründet 1962); Vorsitzende: Gerhard Mehnert (1962–1975), Karl Iffländer (1975–1983), Gerhard Fischer (1983–1990).
- Freundschaftsgesellschaft DDR-Italien (gegründet 1963); Vorsitzende: Gerhard Reintanz (1963–1975), Heinrich Toeplitz (1975–1990).
- Komitee Kanada-DDR (Canada-GDR Committee) (gegründet 1978); Vorsitzende: John Lekschas (1978–1980), Klaus Ulrich (1981–1990).
- Vereinigung Niederlande-DDR im Königreich der Niederlande (Vereniging Nederland-DDR), (1974–1990). Vorsitzende: Piet Burggraaf (PvdA), Vizevorsitzender: Dick Tommel (D66), Vorstandsmitglied: Frans Uijen (PvdA). DDR Beauftragte der Liga für Völkerfreundschaft für die Niederlande war Romi Kliemchen.[10] Die Betreuerin des Vereinsvorstandes Niederlande-DDR war Renate Zimmermann von der Liga für Völkerfreundschaft.[11]

Die jeweiligen Freundschaftsgesellschaften wurden regelmäßig auf der Grundlage entsprechender Vereinbarungen tätig. 

### Gesellschaft Italien-DDR
So schloss die Liga für Völkerfreundschaft mit der Gesellschaft Italien-DDR 1979 eine solche Vereinbarung, die für die die ostdeutsche Seite durch den Präsidenten der Freundschaftsgesellschaft DDR-Italien Heinrich Toeplitz und für die Gesellschaft Italien-DDR durch deren Präsidentin, die Senatorin Tullia Romagnoli Carrettoni unterzeichnet wurde. Inhalt der Vereinbarung war zum Beispiel in Ziffer 3, dass die Gesellschaft Italien-DDR die kommerziellen Gastspiele der Dresdner Philharmonie vom 5. bis 15. Oktober 1979 und des Dresdner Kreuzchores vom 8. bis 21. Oktober 1979 in Italien zu jeweils einem Konzert im Rahmen der „Woche der DDR“ nutzen durfte. Die Freundschaftsgesellschaft DDR-Italien verpflichtete sich unter Ziffer 1.1, eine Studiendelegation vom 6. bis 13. Juli 1979 zum Thema „Architektur und Städtebau in der DDR“ sowie unter Ziffer 1.4 eine Studiendelegation christlicher Persönlichkeiten vom 4. bis 11. Mai 1979 zum Thema „Stellung, Verantwortung und Beitrag der Christen für die sozialistische Gesellschaft in der DDR“ zu empfangen.
Die Gesellschaft Italien-DDR bildete darüber hinaus mit einem Gründungskongress am 11. Dezember 1984 im Palazzo Braschi ein eigenes Komitee Rom. Am Gründungskongress nahmen 80 Personen teil, darunter neben Mitgliedern der IKP auch Sozialisten, Christdemokraten, Gewerkschafter und Parteilose. Für das Ostberliner Bezirkskomitee war dessen Vorsitzender Karl-Heinz Röder anwesend, der in seinem Reisebericht an den Generalsekretär der Liga für Völkerfreundschaft Horst Brasch u. a. auch festhielt, dass mehrere Redner ihren Unmut darüber äußerten, dass es in der DDR Beschränkungen der Demokratie gebe. Der Bericht Röders gibt auch eine Diskussion bei der Wahl der Komiteemitglieder darüber wieder, ob auch in Italien lebende ausländische Bürger Mitglied des Komitees Rom werden könnten. Diese Frage war von anwesenden Bundesbürgern gestellt worden, die in Rom arbeiteten. Unter Hinweis auf das Statut der Freundschaftsgesellschaft Italien-DDR sei dann darauf hingewiesen worden, dass nur italienische Staatsbürger Mitglied werden, interessierte ausländische Bürger aber mitarbeiten könnten. Das neu gewählte Komitee umfasste sodann 20 Mitglieder, darunter neben Kommunisten auch Sozialisten und Christdemokraten.